# Hermannia testacea
Hermannia testacea är en malvaväxtart som beskrevs av K.B. Vollesen. Hermannia testacea ingår i släktet Hermannia och familjen malvaväxter. Inga underarter finns listade i Catalogue of Life.